# 通用電氣GE90
通用電氣GE90（英語：General Electric GE90）是由通用電氣公司旗下的通用電氣航空所製造的高涵道比渦扇發動機系列。在GE90系列中，GE90-115B這一型號的發動機是金氏世界紀錄所記載的世界最高推力的民航發動機，試驗推力可達127,900磅（569千牛頓）（將被GE9X以134,300磅/597.4千牛頓的紀錄取代。），相比之下波音747所用的引擎最大推力也僅有65,000 磅（289千牛頓）。由於需要應付提高的扭转應力，通用電氣特別開發一種全新的GE1014鋼合金，並以極精細的工藝製造發動機。

## 簡介
GE90首次發表於1995年11月，搭載於英國航空所新訂購的波音777飛機。GE90目前僅有波音777使用，在777-200、-200ER及-300是選配引擎之一（其他的選項還包括勞斯萊斯的Trent 800或普惠的PW4000，而實際上並沒有航空公司訂購使用GE90發動機的777-300），但在777-200LR（包括其衍生貨機版本777F）及777-300ER則是唯一可用的引擎。GE90-115B發表於2004年5月。
GE90的最大特徵就是有極大的進氣口（3.43公尺）以及彎曲的進氣葉片，其材質為實心複合材料，不同於以往的發動機使用鈦合金實心葉片。彎曲的設計是源自於NASA於1990年代所進行「超高效率發動機科技」（Ultra Efficient Engine Technology, UEET）的研究成果，用意在於降低噪音及提升效能，聲音與傳統的發動機聲有所不同。據說，一具GE90可以在一分鐘之內，抽去相當於麥迪遜廣場花園大小建築物的空氣。
不過，由於GE90的直徑，比波音737的機身直徑（3.4公尺）更大，普通的波音747貨機貨艙門，根本無法讓一整台發動機進入機艙，因而需要使用特製的超大型運輸機（如安托諾夫安-124）運輸（拆去風扇的GE90例外）。如果一架波音777因為發動機故障而需要緊急轉飛，而轉飛的機場欠缺GE90的後備零件，那就需要等候超大型運輸機把備用的發動機送過來，然後由同樣的飛機將故障的發動機送回適當的地點進行維修。
為減低類似事件的風險，GE90發動機需要更嚴格的防護性維修要求，因而使維修成本上升。
美國紐約的現代藝術博物館有展出一塊GE90-115B的風扇葉片。

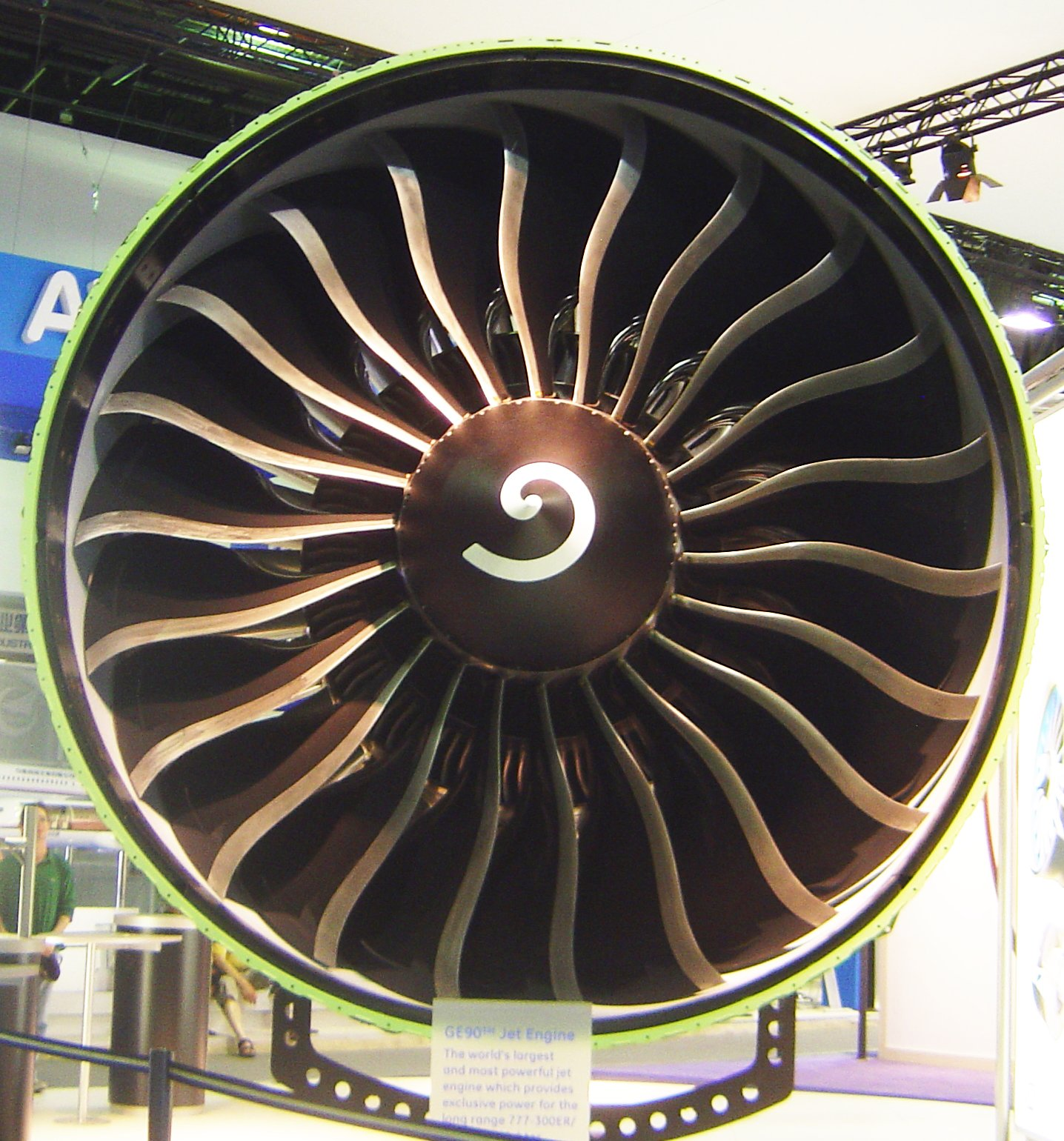
GE90-115B

## 衍生型號

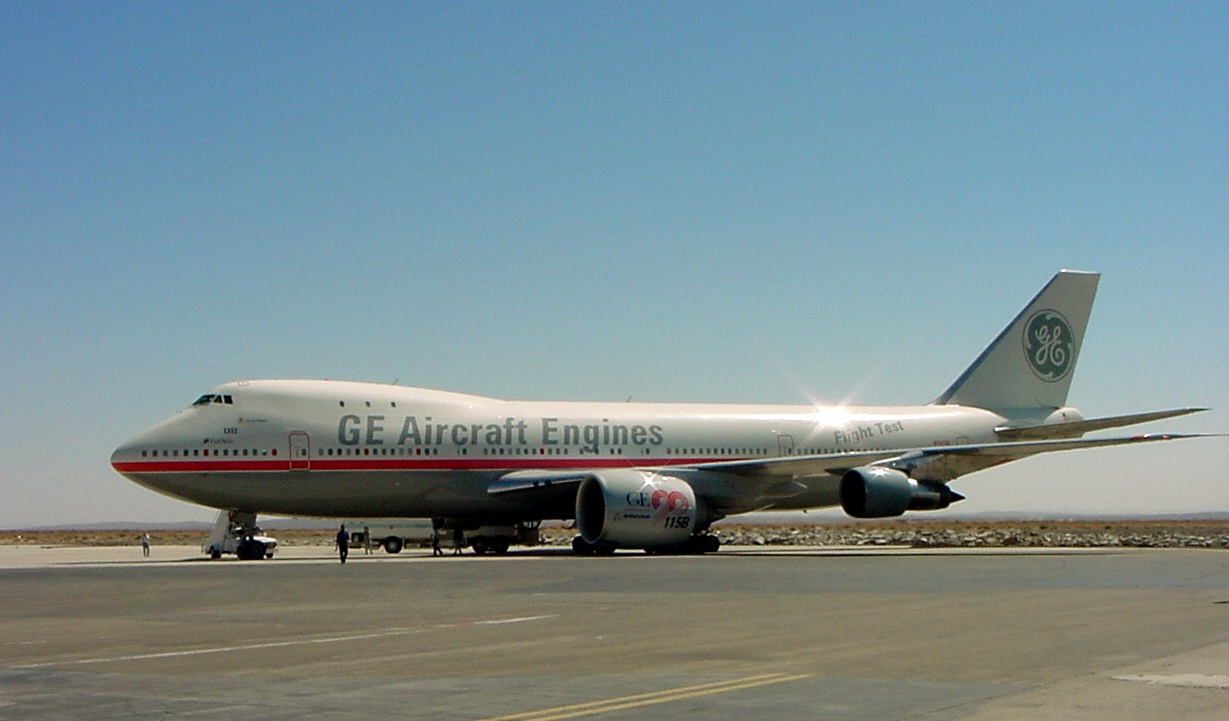
在波音747-100上試驗的GE90-115B

- GE90-76B：76,000 lbf推力（338.1 kN）
- GE90-77B（供波音777-200使用）：77,000 lbf推力（342.5 kN)
- GE90-85B：85,000 lbf推力（378.1 kN）
- GE90-90B：90,000 lbf推力（400.3 kN）
- GE90-92B：92,000 lbf推力（409.2 kN）
- GE90-94B（供波音777-200ER及777-300使用）：93,700 lbf推力（417 kN）
- GE90-110B1（供波音777-200LR使用）：110,100 lbf推力（489.3 kN）
- GE90-110B1L（供波音777-F使用）：110,100 lbf推力（489.3 kN）
- GE90-115B（供波音777-200LR及777-300ER使用）：115,300 lbf推力（514 kN）

## 类似引擎
- 勞斯萊斯Trent 800
- 普惠PW4000

## 外部連結

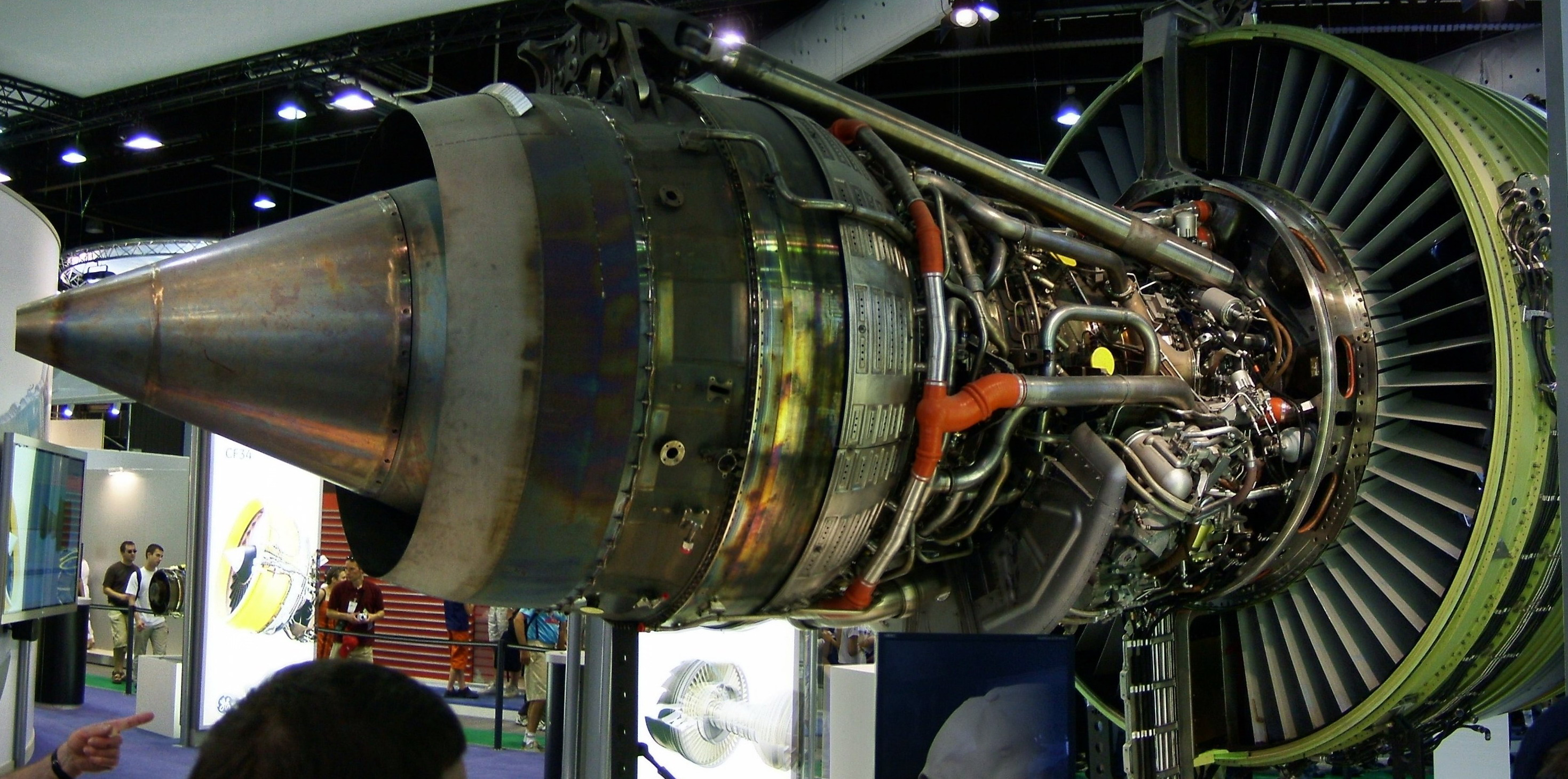
GE90的側面

- GEAE GE90官方網站 （页面存档备份，存于）
- NASA的UEET官方網頁
- GE90引擎掀開後的照片 （页面存档备份，存于）